# ジイソブテン
ジイソブテン(Diisobutene)は、全体の化学式がC8H16となる1対の有機化合物である。ジイソブチレン(Diisobutylene)やイソオクテン(Isooctene)としても知られる。異性体は、同じ炭素骨格で、炭素間二重結合の位置が異なる。どちらも無色の液体で、物理的性質は非常に似ている。これらの化合物は、酸触媒によりイソブテンからカルボカチオン(CH3)3C+を経て生成する。この反応で、トリイソブテンやテトライソブテンも若干生じる。
| ジイソブテン異性体 | ジイソブテン異性体          | ジイソブテン異性体          | ジイソブテン異性体       | ジイソブテン異性体 |
| ------------------ | --------------------------- | --------------------------- | ------------------------ | ------------------ |
| 構造               |                             |                             | 混合異性体               |                    |
| 化学式             | CH2=C(CH3)-CH2C(CH3)3       | (CH3)2C=CHC(CH3)3           |                          |                    |
| 系統名             | 2,4,4-トリメチル-1-ペンテン | 2,4,4-トリメチル-2-ペンテン | 2,4,4-トリメチルペンテン |                    |
| CAS登録番号        | [107-39-1]                  | [107-40-4]                  | [25167-70-8]             |                    |
| 密度               | 0.7150 g/mL                 | 0.7218 g/mL                 | 0.717 g/mL               |                    |
| 融点               | -93.5 ℃                     | -106.3 ℃                    | -50 ℃                    |                    |
| 沸点               | 101.4 ℃                     | 104.9 ℃                     | 102 ℃                    |                    |

## 利用
ガソリン添加剤として重要なイソオクタンを得るために、ジイソブテンの水素化が大スケールで行われている。また、ジイソブテンは、各々、ヒドロホルミル化/水素化及びフェノールアルキル化により、イソノニロール（3,5,5-トリメチル-ヘキサン-1-オール）やオクチルフェノールの前駆体となり、どちらの生成物も可塑剤の前駆体となる。また、イソノニロールは、香水として市販される3,5,5-トリメチルヘキシル酢酸の前躯体である。また、ジイソブテンは、かつては自動車燃料の成分としても関心を持たれていた。